# Paolo Milanoli
Paolo Milanoli (Alessandria, 1969. december 7. –) olimpiai, világ- és Európa-bajnok olasz párbajtőrvívó.